# Stu Hamer
Stuart Hamer (Liverpool, 1934) is een Britse jazzmuzikant (trompet, later piano).

## Biografie
Hamer, wiens familie het danspaleis Grafton Rooms leidde, waarin ook het Duke Ellington Orchestra optrad, had samen met zijn broers George en Ian zijn eerste optreden in de band van zijn moeder. In 1957 verhuisde hij naar Duitsland, waar hij eerst speelde bij Roland Kovac (optreden tijdens het Deutsche Jazzfestival 1958). In 1959 behoorde hij net als Albert Mangelsdorff en Oscar Pettiford tot de German All Stars en verving hij Dusko Goykovich in het hr-jazzensemble. Ook trad hij op met Ella Fitzgerald en Oscar Peterson. In 1961 werkte hij in München en Essen met de Anglo-Swedish Jazz 5. Tijdens de daaropvolgende jaren was hij werkzaam in Zweden, waar hij te horen was in de bands van Putte Wickman, Leif Asps, Povel Ramel en de door George Russell geleide Emanon Big Band.
Daarna begeleidde hij, weer in het Verenigd Koninkrijk, met Cyril Stapleton doortrekkende sterren als Sammy Davis jr.. In 1966 voegde hij zich bij Joe Harriott, met wiens Indo-Jazz Stars hij optrad in Europa. Eind jaren 1960 ging hij op tournee met Dizzy Gillespies Reunion Big Band en J.J. Johnson. Daarna concentreerde hij zich op het componeren. Pas in 1982 trad hij weer in verschijning als trompettist, zowel met de eigen band als ook met de High Life International Band uit Ghana, waarmee hij te horen is op meerdere albums. Hij concentreerde zich nu op Afrikaanse muziek en woonde enige tijd in Afrika, voordat hij twee keer op tournee ging in Canada met Native Spirit. Hij trad ook in Londen op met Afrikaanse muzikanten, voordat hij laat jaren 1980 uit gezondheidsredenen naar de piano wisselde en hij zich weer ging concentreren op het schrijven van songs.

## Discografie
- ????:  Jazz Legacy Baden Baden Unreleased Radio Tapes: The Concert 23. 6. 1958 (Delta, met Willie Dennis, Adi Feuerstein, Gerd Husemann, Zoot Sims, Hans Koller, Helmut Brandt, Roland Kovac, Lasser Werner, Peter Trunk, Kenny Clarke)
- 1966: Ronnie Ross Big Band Old Friends & New Faces from Britain
- 1967: Joe Harriott Swings High (Melodisc, met Pat Smythe, Coleridge Goode, Phil Seamen)
- 1969: The Greatest Little Soul Band in the Land – J.J. Jackson)

- Library of Congress Control Number: no98005579
- MusicBrainz: 09645460-5e32-4084-8e99-0d2c039d42e7
- Virtual International Authority File: 9455815
- WorldCat: E39PBJrGrMr3dJJTMhBDH8WkXd